# Culicoides nipponensis
Culicoides nipponensis är en tvåvingeart som beskrevs av Tokunaga 1955. Culicoides nipponensis ingår i släktet Culicoides och familjen svidknott. Inga underarter finns listade i Catalogue of Life.